# 松戸統括センター
松戸統括センター（まつどとうかつセンター）は、東日本旅客鉄道（JR東日本）首都圏本部の駅・運転士・車掌を所管する組織である。
2025年3月15日に松戸営業統括センター、柏営業統括センター、北千住営業統括センターの一部、綾瀬運輸区、我孫子運輸区を更に統合する。

## 所管

### 駅
- 松戸駅 - 所長所在駅
- 亀有駅★
- 金町駅
- 北松戸駅★
- 馬橋駅★
- 新松戸駅
- 北小金駅★
- 南柏駅★
- 柏駅
- 北柏駅★
- 我孫子駅
- 天王台駅★
- 取手駅
- 南流山駅★

★: JR東日本ステーションサービスに業務委託

### 乗務ユニット

#### 綾瀬乗務ユニット
- 綾瀬駅近傍に設置（旧綾瀬運輸区）
- 担当線区（運転士）
  - 常磐緩行線 : 綾瀬駅～取手駅間

#### 我孫子乗務ユニット
- 我孫子駅構内に設置（旧我孫子運輸区）
- 担当線区（運転士）
  - 常磐快速線（上野東京ライン） : 品川駅 - 取手駅間
  - 成田線（我孫子支線） : 我孫子駅 - 成田駅間

- 担当線区（車掌）
  - 常磐快速線（上野東京ライン） : 品川駅 - 取手駅間
  - 成田線（我孫子支線） : 我孫子駅 - 成田駅間

## 歴史
- 2022年11月1日 - 松戸営業統括センター（松戸、新松戸各駅の統合）が発足。
- 2023年6月1日 - 柏営業統括センター（柏、我孫子、取手各駅の統合）が発足。
- 2025年3月15日 - 松戸営業統括センターに、柏営業統括センター、北千住営業統括センターの一部（金町）、綾瀬運輸区、我孫子運輸区を統合して松戸統括センター発足。松戸営業統括センター、柏営業統括センター、綾瀬運輸区、我孫子運輸区を廃止する。

| スタブアイコン | サブスタブ | この項目は、まだ閲覧者の調べものの参照としては役立たない、鉄道に関連した書きかけの項目です。この項目を加筆・訂正などしてくださる協力者を求めています（P:鉄道/PJ:鉄道）。 |